# Cores pan-eslavas

Bandeira Pan-Eslava aprovada na convenção Pan-Eslava de Praga em 1848.

As cores Pan-Eslavas — vermelho, azul e branco — são as cores usadas nas bandeiras de alguns povos Eslavos e estados em que a maioria dos habitantes possui ascendência Eslava. Originalmente era a bandeira do Império Russo virada de cima para baixo. As três cores Russas foram adoptadas no decurso do movimento Pan-Eslavo na Europa no Século XIX.
A Polónia, bem como a Boémia no entanto, já possuíam uma bandeira branca e vermelha antes do movimento, com influências anteriores à criação da bandeira russa. Outros territórios eslavos, como a Ucrânia, Macedônia do Norte e a Bulgária, têm bandeiras sem relação com as cores pan-eslavas.
A Bandeira da Rússia tricolor foi inspirado na Bandeira dos Países Baixos.
O pesquisador búlgaro Ivan Stoichev acredita que a popularidade da Rússia com sua bandeira tricolor também influenciou na escolha do arranjo das cores da bandeira Búlgara. As bandeiras das repúblicas populares de Luhansk e Donetsk não reconhecidas foram criadas durante os comícios pró-Rússia, inicialmente seguindo o padrão e semelhança do tricolor russo com uma águia de duas cabeças no centro, enquanto mudava a cor da banda superior. Mais tarde, a águia foi retirada nas bandeiras do LPR e do DPR.

## Bandeiras modernas com as cores Pan-Eslavas

### Países

Croácia
Eslováquia
Eslovénia
Republica Checa
Rússia
Sérvia

### Províncias autónomas, entidades

República Sérvia de Krajina
Cacássia
Chukotka
Crimeia
Krai do Litoral
Lusácia (Sorábios)
Mari El (1992-2006)
Mordóvia
Nova Rússia
Novgorod
Perm
Permyakia
Voivodina

## Outras bandeiras Eslavas

Bielorrússia
Bósnia e Herzegovina
Bulgária
Macedônia do Norte
Montenegro
Polónia / Boémia
Transnístria
Ucrânia